# Lac Iessik
Pour les articles homonymes, voir Iessik.
Le lac Iessik (en kazakh : Есік көлі, en russe : Иссык oзеро) est un lac du Kazakhstan situé dans l'oblys d'Almaty. Il est alimenté par la rivière Iessik.
Le lac est surtout connu pour les circonstances de sa création. Tout d'abord résultat d'un glissement naturel de terrain obstruant une vallée, lui-même détruit en 1963 par un second mouvement naturel du terrain qui provoqua des inondations dans la ville d'Iessik, il est ensuite recréé et remodelé par la main de l'homme.